# Mohaqiq Kabuli
Ayatolla Qorban Ali Mohaqiq Kabuli (persiska: آیت‌الله العظمى قربان على محقق كابلى) var en tolvshiitisk marja' i Afghanistan. Han var en etnisk hazar. Han föddes år 1928 och kom från en religiös familj i provinsen Parwan, nära Afghanistans huvudstad Kabul.
Ayatolla Kabuli började lära sig Koranen och att läsa persiska vid sju års ålder, och därefter islamiska läror och arabisk litteratur. Han fortsatte sina religiösa studier i Kabul och reste sedan till den heliga staden Najaf i Irak, för att studera vid de prestigefyllda seminarierna där. Han skrev olika böcker om religiösa studier, bland annat om fiqh (islamisk rättsvetenskap).
Mohaqiq Kabuli lämnade världen år 2019 vid 91 års ålder. Han bodde då i Irans heliga stad Qom.